# Guyanský amazonský park
Guyanský amazonský park (francouzsky Parc amazonien de Guyane) je národní park v jižní části Francouzské Guyany. Má rozlohu 33 900 km² (z toho 20 300 km² je v režimu nejpřísnější ochrany) a je tak největším národním parkem v Evropské unii. Park zahrnuje amazonský prales a je přístupný pouze lodí nebo letadlem, nachází se v něm pohoří Monts d'Arawa.
Návrh na zvláštní ochranu oblasti padl na Summitu Země v roce 1992, v roce 1998 byla v Twenké uzavřena dohoda se zástupci domorodců žijících ve zdejších pralesích a 28. února 2007 bylo ve francouzském Úředním věstníku oznámeno zřízení národního parku. Park funguje jako veřejnoprávní instituce spravovaná představenstvem a jeho činnost se řídí chartou schválenou v roce 2013. Za brazilskou hranicí na něj navazuje Národní park Pohoří Tumucumaque a společně tvoří největší souvislou plochu chráněného tropického pralesa na světě.